# 철권 3
《철권 3》(鉄拳 3 텍켄 3[*], Tekken 3)는 남코의 대전 격투 게임인 철권 시리즈의 3번째 작품이다. 1996년 2월 16일에 아케이드 게임으로 첫 선을 보였고, 1997년 3월 26일에 플레이스테이션으로 이식되어 발매되었다.

## 스토리
제2회 킹 오버 아이언 피스트 대회(King of Iron Fist Tournament 2. 鐵拳)가 끝나갈 무렵 준 카자마는 미시마 카즈야의 초인적인 힘이 사실상 악마에게서 비롯됐음을 알았다. 그러나 카자마 준은 그의 묘한 매력에 주체할 수 없을 정도로 끌리고 있었다. 며칠 후 마침내 최후의 도전자가 나타났다. 그 이름 바로 헤이하치 미시마.
아버지와 아들의 피튀기는 혈전 끝에 미시마 헤이하치는 마침내 미시마 카즈야를 죽이게 되고 불타는 화산 구덩이에 그의 시체를 집어넣었다. 미시마 카즈야의 시체가 불탐에 따라 악마가 조금 그의 몸에서 빠져 나왔고 카자마 준의 배속에 든 아기에게 침입하기 위해 준을 위협했다. 그러나 카자마 준은 필사적으로 싸워 악마를 이기고 홀로 진 카자마를 낳아 키운다.
한편 미시마 헤이하치는 다시 미시마 가문의 주도권을 쥐게 되고 막강한 부를 바탕으로 '테켄슈(Tekkenshu)'라는 훈련원을 세워 젊은 싸움꾼들을 기르게 된다. 그 덕분에 몇 년 동안 마을엔 평화가 유지된다. 그러던 어느날 미시마 헤이하치가 탐사차 중미를 돌던 중 라디오에서 ["너희들은 모두 죽었다"-투신(鬪神)-]라는 메시지를 듣게 된다.
또한 카자마 준은 본능적으로 자신의 명이 얼마 남지 않았다 생각하고 카자마 진에게 자신에게 지금까지 있었던 일과 위험한 일이 생기면 미시마 헤이하치를 찾아가란 충고를 말해 준다. 카자마 진이 15세이던 해 준의 예상대로 싸움의 신(투신)이 준의 마을을 덮치게 된다. 카자마 진은 투신이 일으키는 빛을 정면으로 노려보다 정신을 잃고 만다. 정신을 차리고 보니 마을은 온통 불타고 있었고 어머니는 아무데도 보이지 않았다. 어머니는 투신에 의해 살해된 것이다.
카자마 진은 어머니의 복수를 위해 할아버지 미시마 헤이하치를 찾아가 자문을 구하고 미시마 헤이하치는 투신을 능가하는 정신력을 기르기 위해 <제3회 킹 오브 아이언 피스트 대회(King of Iron Fist Tournament 3, 鐵拳3>을 열게 된다.

## 캐릭터

### 기존 캐릭터
- 폴 피닉스
- 니나 윌리엄스
- 미시마 헤이하치
- 요시미츠
- 안나 윌리엄스 (니나 윌리엄스의 코스튬 변환)
- 레이 우롱
- 화랑 (철권)
- 에디 골도
- 킹 (철권)[1]

### 신 캐릭터
- 카자마 진
- 포레스트 로우
- 링 샤오유
- 쿠마 (철권)[2]
- 브라이언 퓨리
- 건잭 (철권)
- 오우거 (철권)[3]
- 트루 오우거 (철권)[3] 아케이드판 후기 버전에 등장
- 줄리아 창
- 팬더
- 모쿠진
- 타이거 잭슨 (에디 골도의 코스튬 변환)
- 보스노코비치 박사 (플레이스테이션 전용)
- 곤 (플레이스테이션 전용)

## 패배 후
누워있는 패배자 (링 샤오유, 니나 윌리엄스, 포레스트 로우, 화랑, 에디 골도, 폴 피닉스, 레이 우롱, 카자마 진, 줄리아 창, 미시마 헤이하치는 잠을 자고 있는 상태와 함께 바닥화면이 나오고 화면 밑에 푸른 글자 YOU LOSE가 계속 있으면서 CONTINUE? 9부터 시작하여 이어할 때 캐릭터를 바꾸기 NO인 상태에서 이어하면 선택한 캐릭터가 일어나고 (링 샤오유, 니나 윌리엄스, 포레스트 로우, 화랑, 에디 골도, 폴 피닉스, 레이 우롱, 카자마 진, 줄리아 창, 미시마 헤이하치는 잠에서 깨고) 0이 되면 게임 오버가 된다. 타임 오버로 패배하는 경우에는 좌절이나 분한 자세를 취하면서 문자가 뜬다. 철권 태그 토너먼트부터는 더 이상 패배자가 누워있는 장면이 나오지 않고 좌절이나 분한 자세를 취하는 것으로 단독설정하였다.

## 단계 설정
0회 이기고 10회 남았을 때부터 7회 이기고 3회 남았을 때까지는 일반 캐릭터가 등장한다. 이 때, 포레스트 로우 스테이지의 숨겨진 캐릭터와 싸울 때 자기선수가 1P인 경우 쿠마, 2P인 경우 판다가 등장한다. 곰이 자기 자신인 경우 쿠마이면 상대방 캐릭터가 1P로 판다이면 상대방 캐릭터가 2P로 등장한다. 또 아케이드판 초기버전에서는 3회 이기고 7회 남았을 때부터, 아케이드판 후기버전에서는 4회 이기고 6회 남았을 때부터 숨겨진 캐릭터가 등장하기도 한다. 8회 이기고 2회 남았을 때에서는 미시마 헤이하치가 등장한다. (단, 미시마 헤이하치가 자기 자신인 경우 카자마 진이 등장한다.) 9회 이기고 1회 남았을 때에서는 오우거가 등장하고 한 번 이기면 트루 오우거로 변신한다.

## 콘솔전용 테마
아케이드판 초기 버전으로 되어있는 숨겨진 캐릭터의 배경음악은 히든 캐릭터의 배경음악으로 들린다.
- 1P일 때 쿠마, 2P일 때 팬더 = 포레스트 로우의 단계
- 브라이언 퓨리 = 폴 피닉스의 단계
- 건잭, 안나 윌리엄스 = 니나 윌리엄스의 단계
- 줄리아 창 = 미시마 헤이하치의 단계
- 모쿠진 = 요시미츠의 단계

## 캐릭터 선택
아케이드 초기 버전에서 모든 캐릭터 선택 가능용에서는 손키를 누르면 1P, 발키를 누르면 2P로 선택된다. (이 때, 링 샤오유, 니나 윌리엄스, 포레스트 로우, 에디 골도, 카자마 진은 시작키를 누르면 3P로 선택된다.)

## 평가
| 통합 점수            | 통합 점수        |
| 통합사               | 점수             |
| -------------------- | ---------------- |
| 게임랭킹스           | 96%              |
| 메타크리틱           | 96%              |
| 평론 점수            |                  |
| 평론사               | 점수             |
| 올게임               | (Arcade) · (PS1) |
| CVG                  | [ 9 ]            |
| 에지                 | 9 / 10           |
| EGM                  | 39 / 40          |
| 패미츠               | 39 / 40          |
| 게임 인포머          | 9.5 / 10         |
| 게임 레볼루션        | A-               |
| 게임프로             | 5 / 5            |
| 게임즈마스터         | 95%              |
| 게임스팟             | 9.9 / 10         |
| IGN                  | 9.3 / 10         |
| OPM (US)             | [ 19 ]           |
| Entertainment Weekly | A                |

| 수상                | 수상                           |
| 평론사              | 수상                           |
| ------------------- | ------------------------------ |
| Game Critics Awards | Best Fighting Game             |
| EGM                 | Fighting Game of the Year      |
| Game Informer       | Best Fighting Game of the Year |